# Rieslochfälle
Rieslochfälle jsou vodopády na německé straně Šumavy (Bavorský les). Nachází se přibližně dva kilometry severovýchodně od Bodenmaisu v soutěsce Riesloch na potoce Schwellbach. Soutěska vznikla hloubkovou erozí v rule, je v nadmořské výšce 780 – 920 m a má délku 1,6 km.
Rieslochfälle vytvářejí pět vodopádových stupňů, které mají celkovou výšku 55 m, nejvyšší z nich je 15 m vysoký.

## Rezervace
Dne 28. března 1939 byla soutěska Riesloch vyhlášena rezervací. Chráněna je především pralesní vegetace s několika relikty z doby ledové.